# Cephalaria tenella
Cephalaria tenella là một loài thực vật có hoa trong họ Kim ngân. Loài này được Payne ex Boiss. mô tả khoa học đầu tiên năm 1888.